# إريك آرثر توملينسون
إريك آرثر توملينسون (بالإنجليزية: Eric Tomlinson)‏ هو عسكري بريطاني، ولد في 8 يناير 1931 في برستون في المملكة المتحدة، وتوفي في 24 نوفمبر 2015 في Royal Devon and Exeter Hospital ‏ في المملكة المتحدة.

## وصلات خارجية
- إريك آرثر توملينسون على موقع IMDb (الإنجليزية)
- إريك آرثر توملينسون على موقع ميوزك برينز (الإنجليزية)